# Kembang Kerang Daya
Kembang Kerang Daya is een bestuurslaag in het regentschap Oost-Lombok van de provincie West-Nusa Tenggara, Indonesië. Kembang Kerang Daya telt 6047 inwoners (volkstelling 2010).